# Kraftwerks- und Meerwasserentsalzungsanlage Dschabal Ali
Die Kraftwerks- und Meerwasserentsalzungsanlage Dschabal Ali (arabisch محطة جبل على, englisch Jebel Ali Power and Desalination Plant) ist ein mit einer Meerwasserentsalzungsanlage kombiniertes gas- und ölgefeuertes GuD-Kraftwerk südwestlich von Dubai in den Vereinigten Arabischen Emiraten.
Der Kraftwerkskomplex, bestehend aus neun Einzelanlagen, erstreckt sich über eine Länge von mehr als drei Kilometern entlang der Küste des Persischen Golfes zwischen dem Hafen Dschabal Ali und dem Stadtteil Jumeirah. Wasserseitig liegt das Kraftwerk zwischen den künstlichen Inseln Palm Jumeirah und Palm Jebel Ali und damit gut vier Kilometer südwestlich von Dubai.
Die Anlage, die von Dubais Energie- und Wasserversorgungsbehörde (Dubai Electricity and Water Authority) betrieben wird, deckt den Großteil des Energie- und Wasserverbrauches von Dubai. Sie ist mit einer installierten Leistung von 8,6 Gigawatt elektrisch das größte gasgefeuerte Kraftwerk der Welt. Pro Tag können von der weltweit größten Meerwasserentsalzungsanlage 2,135 Millionen m3 Meerwasser entsalzt werden (Stand 2015), dies entspricht 470 Millionen Imperiale Gallonen pro Tag (MIGD).
Als Brennstoffe dienen primär Erdgas bzw. Begleitgas aus der Erdölförderung; als Reserve wird Diesel- und Heizöl verwendet. Da Dubais eigene Öl-/Gasförderung nicht ausreicht, wird über Pipelines Brennstoff aus den benachbarten Emiraten (insbesondere Abu Dhabi und Schardscha) und anderen Golfanrainerstaaten (insbesondere Iran und Katar) importiert.
Die Meerwasserentsalzungsanlagen arbeiten mit einer Ausnahme nach dem Verfahren der mehrstufigen Entspannungsverdampfung, nutzen also die Abwärme des Kraftwerkes. Nur eine Anlage benutzt das Umkehrosmoseverfahren.

## Aufbau und technische Daten
Der Anlagenkomplex besteht aus den folgenden Teilanlagen:
| Block  | Baujahr    | Elektrische Leistung (MW) | Entsalzung (MIGD)                | Anmerkung                                                                                    |
| ------ | ---------- | ------------------------- | -------------------------------- | -------------------------------------------------------------------------------------------- |
| D      | 1976       | 1027                      | 35                               | ehemals reines Dampfkraftwerk, ab 1995 zum Kombi umgerüstet                                  |
| E      | 1976       | 616                       | 25                               | ehemals reines Dampfkraftwerk, ab 1995 zum Kombi umgerüstet                                  |
| G      | 1980       | 818                       | 60                               | 4× Siemens GT                                                                                |
| K1     | ?          | ×                         | 20                               |                                                                                              |
| K2     | 2002       | 918                       | 40                               | 3× (Siemens GT V94.3 + Alstom HRSG) + 2× DT (Dampfturbine)                                   |
| L1     | 2005       | 969                       | 70                               |                                                                                              |
| L2     | ?          | 1393                      | 55                               |                                                                                              |
| M      | 2013; 2019 | 2185+700                  | 140                              | 6× (Siemens GT 4000F + Doosan HRSG) + 3× Alstom DT 2× (Siemens GT 4000F + HRSG) + Siemens DT |
|        | ?          | –                         | 25                               | Umkehrosmoseanlage                                                                           |
| Gesamt |            | ca. 8,6 GW                | ca. 470 MIGD (= 2,135 Mio. m³/d) |                                                                                              |